# Jacob van Belle
Jacob van Belle of Jacques de Bailleul († 4 september 1566) was een Vlaamse edelman die deelnam aan het begin van de geuzenopstand.

## Leven
Hij was een zoon van Cornelis van Belle (ca. 1510 - ca. 1547) en Françoise van Grysperre (1516-1545). Ze lieten hem een versnipperd bezit na aan gronden en renten in Vlaanderen (in Loon, Groot-Sinten, Armboutskappel, Adinkerke, op Cadzand en verder in Wevelgem, Lichtervelde, Roeselare en Rumbeke).
Net als andere familieleden, onder wie zijn neef Robert III van Belle, verspreidde Jacob het calvinisme. Zijn goederen werden geconfisqueerd en hij trok zich terug naar Bourgondië. Daarna verbleef hij gedurende een twintigtal maanden met zijn bastaardbroer Olivier en een palfrenier op kamers bij Pieter Lammertyn in Brugge. Hij nodigde er zijn adellijke vrienden uit en maakte veel onkosten. Rond kerst 1565 nam hij deel aan een geheime bijeenkomst op het Aalterse kasteel van Catharina van Boetzelaer, waar Jan van Marnix zijn oppositieplannen kwam uiteenzetten. Jacob van Belle en Dirk van Batenburg ondertekenden toen het voorgestelde Eedverbond der Edelen. Het is niet bekend of hij ook aanwezig was bij de overhandiging van het Smeekschrift der Edelen op 5 april 1566.
Dat jaar maakten Jacob van Belle en zijn schoonbroer Rutger VI van Boetzelaer zich lid van het Brugse Sint-Jorisgilde, maar hij werd ondermijnd door een slepende longhoest. Hij liet zich naar zijn dokter voeren en overleed er na een tiental dagen, ongehuwd en zonder nageslacht. Hij werd begraven bij zijn familie in de Sint-Pieterskerk van Torhout. Zijn nalatenschap viel toe aan zijn zussen Agnes van Belle en Philipotte van Belle, de echtgenotes van resp. Rutger van Boetzelaer en Filips van Marnix.